# Забіляста Лідія Леонідівна
Лі́дія Леоні́дівна Забіля́ста (8 вересня 1953, Олено-Косогорівка) — народна артистка України, оперна співачка (сопрано). Лауреат Шевченківської премії 2011 року у номінації «концертно-виконавче мистецтво». Народна артистка Української РСР(1985).

## Біографічні відомості
Народилася 8 вересня у селі Олено-Косогорівка, що неподалік від Кропивницького, закінчила диригентсько-хорове відділення Кіровоградському музичного училища (1974). Після музичного училища вона навчалася у Київській державній консерваторії, де її педагогом була Зоя Христич. По закінченню консерваторії Лідія Забіляста працювала у Київському камерному хорі під керівництвом Віктора Іконника.
У 1973— 79 — солістка Київського камерного хору ім. Б. Лятошинського, з 1979 — стажистка, з 1980 — солістка Київського театру опери та балету. В 1980—81 стажувалася в театрі Ла Скала (Мілан).
Відзнаки і нагородиОтримала першу премію на конкурсі вокалістів «Молоді голоси» та Всесоюзному конкурсі імені М. Глінки. Далі був Сьомий Міжнародний конкурс вокалістів імені П. Чайковського у Москві, який зробив ім'я кіровоградської співачки всесвітньо відомим, де Забіляста здобула золоту медаль.
Концертна діяльністьУ жовтні 2010 в обласній філармонії відбувся концерт Лідії Забілястої, присвячений її ювілею.

## Дискографія
- аудіокасета «Зачарована піснею» (2003),
- CD «У полоні музики» (2003).